# Andrea del Sarto
Andrea del Sarto, Andrea d'Agnolo di Francesco di Luca di Paolo del Migliore, (Florença, 16 de julho de 1486 - Florença, 29 de setembro de 1530 ou 21 de janeiro de 1531) foi um pintor italiano de Florença, cuja carreira floresceu durante a Alta Renascença e o Maneirismo. Embora considerado por seus contemporâneos como um artista senza errori (sem erros, perfeito), ele frequentemente é ofuscado por talentos como Rafael.

## Vida
Andrea nasceu em Gualfonda, perto de Florença, em 1486 ou 1487. Era um dos quatro filhos de Agnolo, um costureiro (sarto). Em 1494, Andrea já tinha sido aprendiz de um ourives, de um carpinteiro e de um artista sem talento chamado Gian Barile, com quem permaneceu até 1498. De acordo com Vasari, ele começou a trabalhar com Piero di Cosimo e, mais tarde, com Raffaellino del Garbo. Andrea e um velho amigo, Franciabigio, decidiram abrir um ateliê na Piazza del Grano. Sua primeira parceria foi O Batismo de Cristo para a Compagnia dello Scalzo, em Florença.
De 1509 a 1514, a Ordem das Servitas contratou Sarto, Franciabigio e Andrea Feltrini para a execução de um afresco na Basilica della Santissima Annunziata, em Florença. Sarto completou três afrescos no pórtico do convento, ilustrando A Vida de Filippo Benizzi, um santo que tinha morrido em 1285. Mais tarde, executou outros afrescos no mesmo local, incluindo uma de suas obras mais famosas, O Nascimento da Virgem, que funde as influências de Leonardo da Vinci, Ghirlandaio e Fra Bartolomeo.
Antes do final de 1516, uma Pietà sua, e logo após uma Madonna, foram enviadas para a corte francesa. Sarto foi então convidado para trabalhar na corte de Francisco I de França, em 1518. Ele partiu para Paris em junho do mesmo ano com seu aluno, Andrea Squarzzella, deixando sua esposa em Florença. Em 1520, recomeçou a trabalhar em Florença. Teve de deixar a cidade por alguns e ir para Mugello para fugir da peste bubônica. Voltou para Florença e lá morreu de pestilência em 1531 aos 34 anos.
A Madonna delle arpie é a pintura mais conhecida de Andrea del Sarto. É uma representação da Virgem, flanqueada por anjos e dois santos (Francisco e São João). O altra está hoje em um lugar privilegiado na Galeria Uffizi. A estabilidade piramidal da composição faz com que a estrutura da pintura seja sólida e se destaque em uma época em que se produziram tantas Madonnas. Várias de suas pinturas são considerados auto-retratos seus. Eles estão hoje dispostos na Galeria Nacional de Londres, no Castelo de Alnwick, na Galeria Uffizi e no Palácio Pitti.
Andrea teve vários aprendizes famosos: Giorgio Vasari (apresentado por Michelângelo), Jacopo Pontormo, Francesco Salviati e Jacopino del Conte.
Além dos locais já mencionados, pode-se encontrar obras de del Sarto no Louvre e no Palácio Belvedere, em Viena.

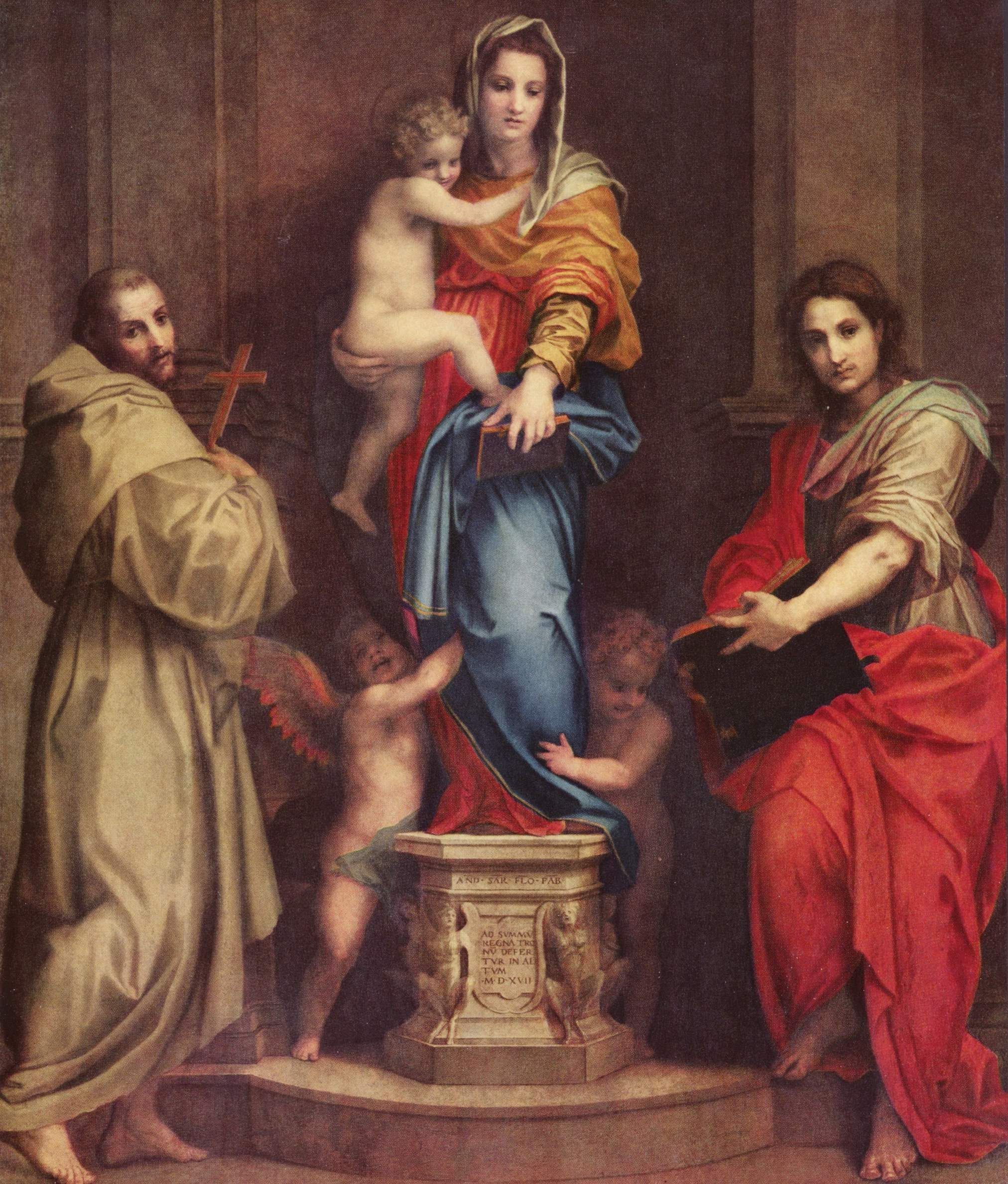
Madonna delle arpie, a maior obra de del Sarto
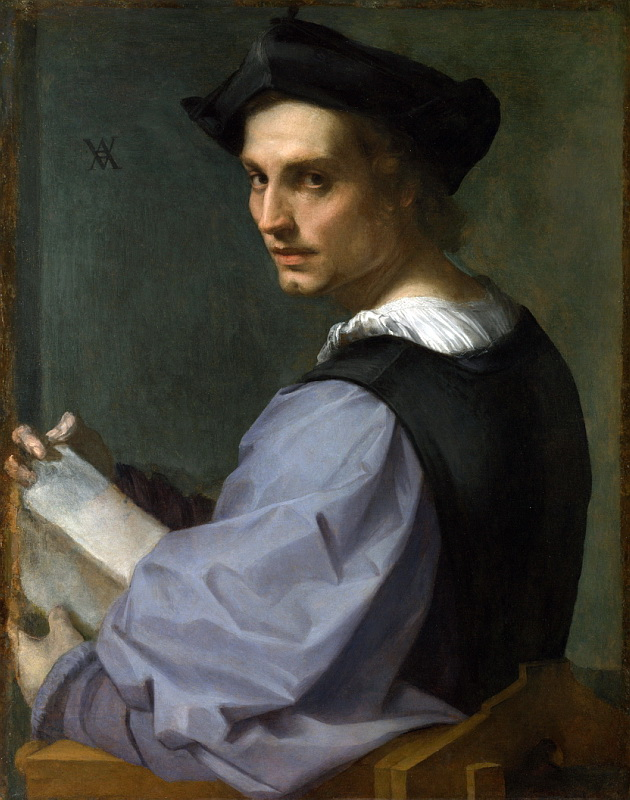
Retrato de um Escultor, suposto auto-retrato de del Sarto
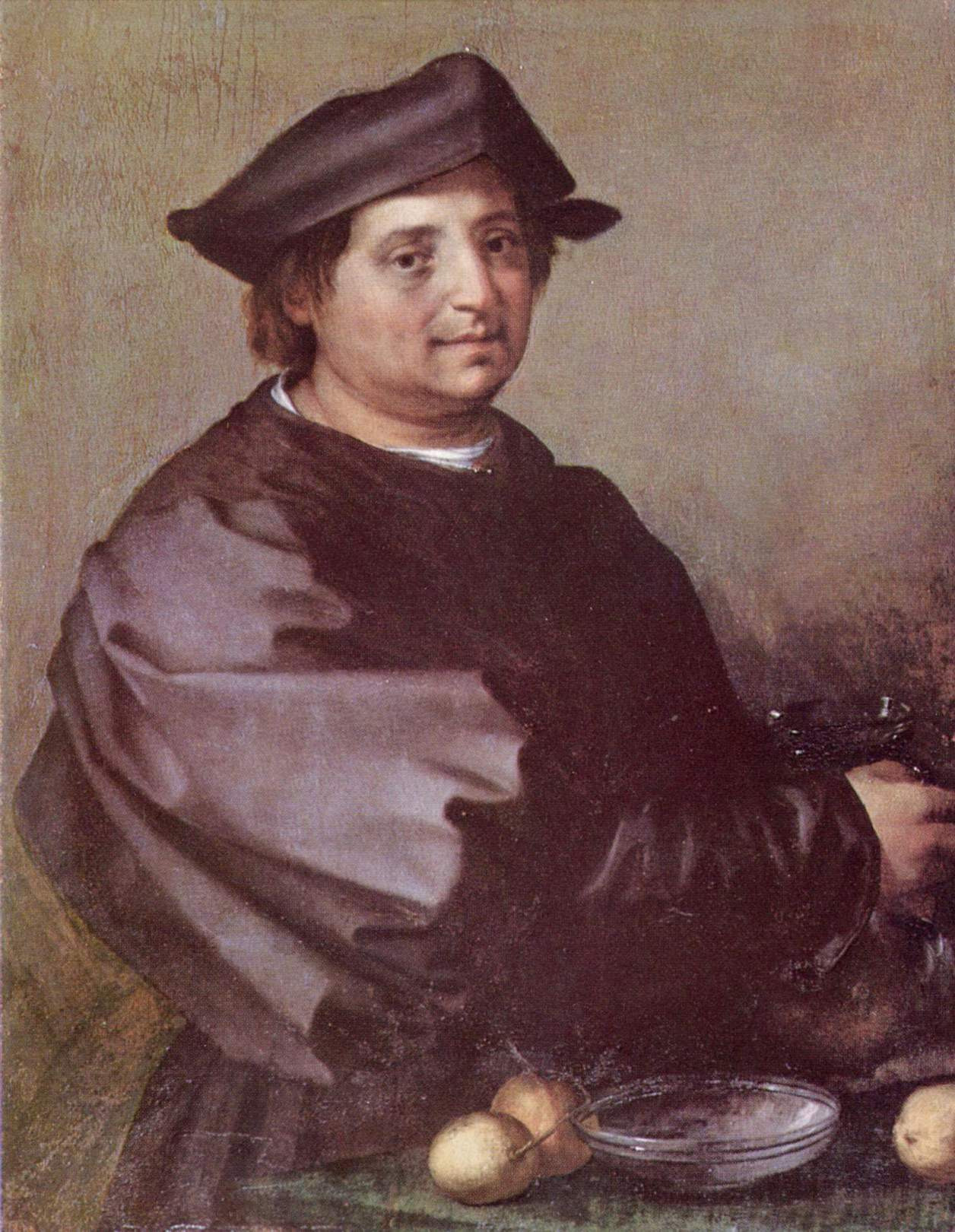
Retrato de Becuccio Bicchieraio
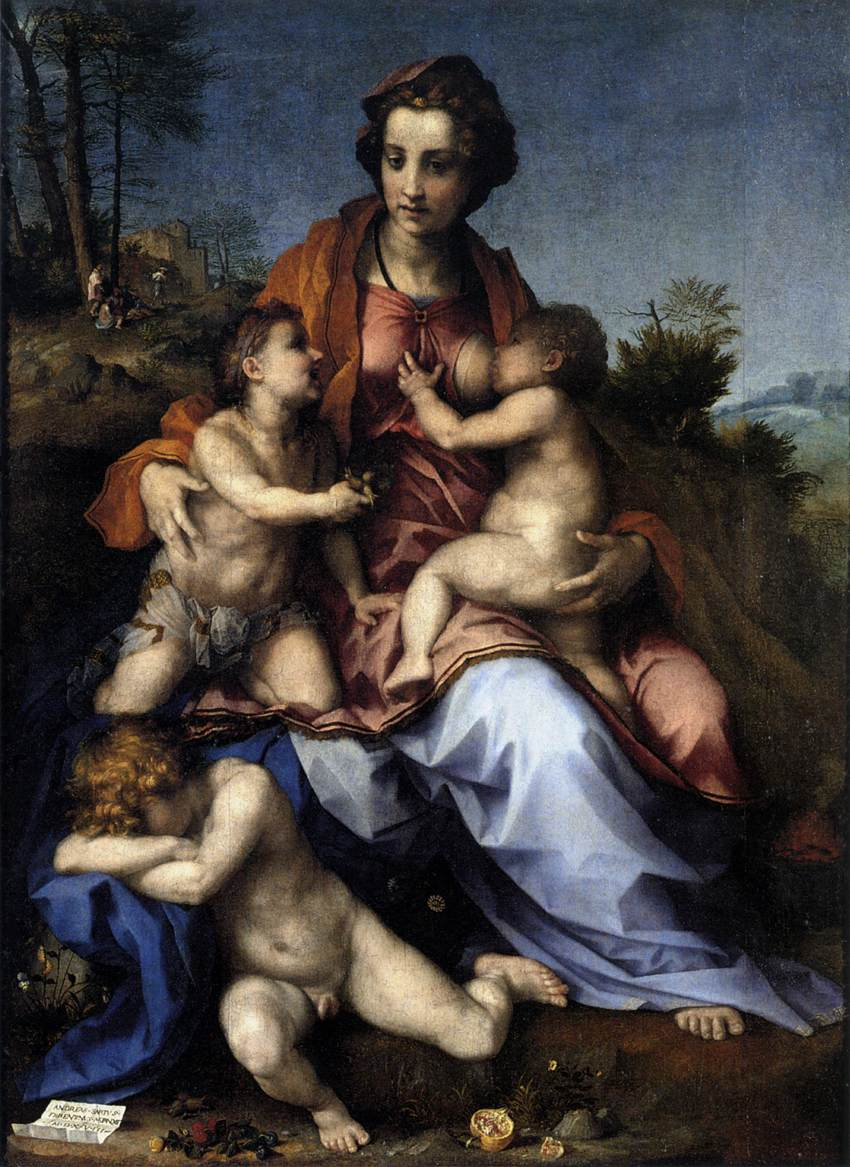
Caridade